# Rinopitec de potes grises
El rinopitec de potes grises (Pygathrix cinerea) és una espècie de primat catarrí de la família dels cercopitècids, descrit inicialment com a subespècie de Pygathrix nemaeus el 1997, però més tard elevat a la categoria d'espècie. És originari de les províncies vietnamites de Quang Nam, Quang Ngai, Binh Dinh, Kon Tum i Gia Lai. Es calcula que n'hi ha un total d'entre 600 i 700 individus.